# Laurent de Gorrevod

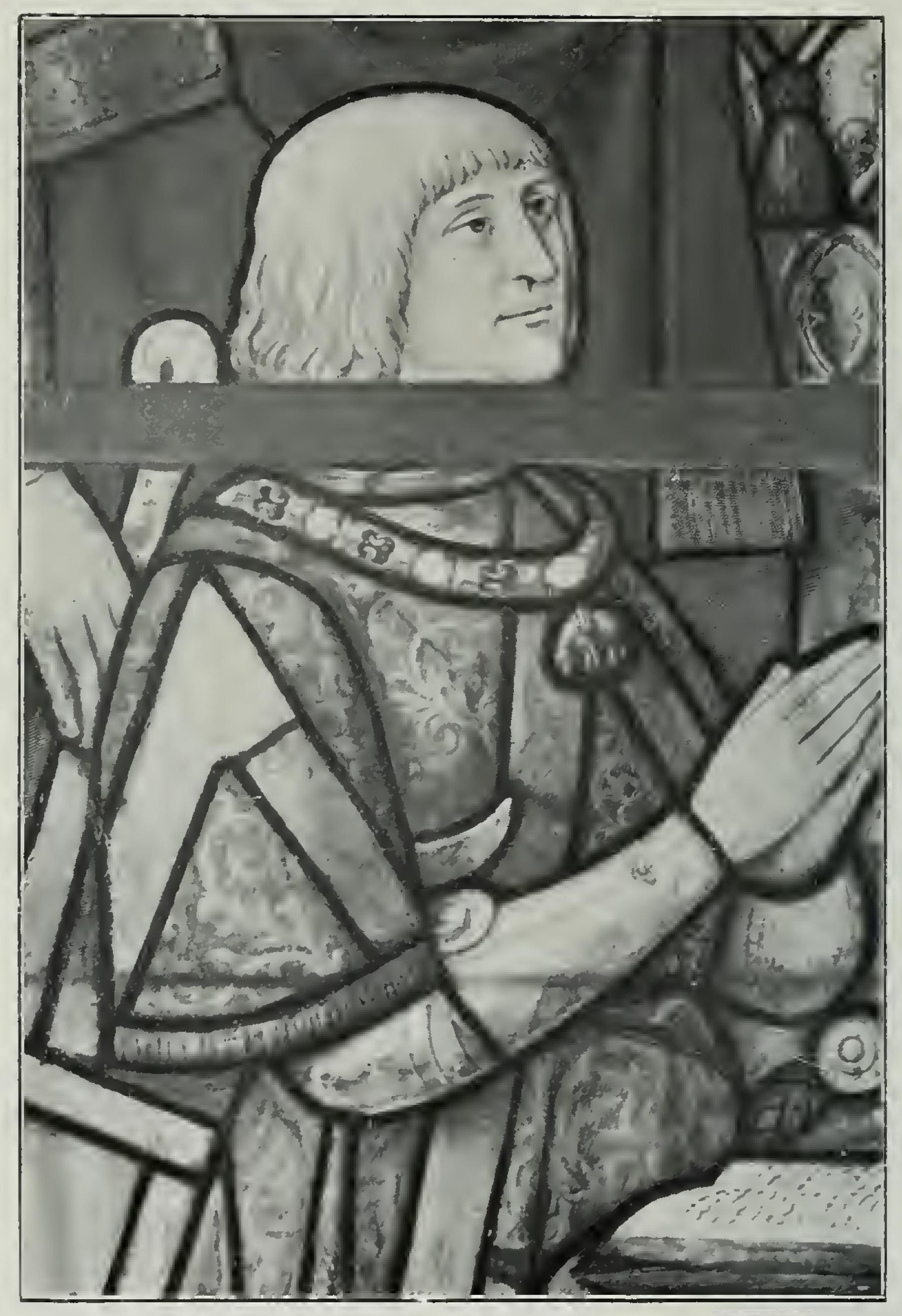
Gorrevod afgebeeld op een brandglasraam in Brou.

Laurent de Gorrevod, ook wel Gouvenot (Bresse, ca. 1470 – Barcelona, 6 augustus 1529) was een Savooise edelman die een vertrouweling en gezant was van landvoogdes Margaretha van Oostenrijk in de Spaanse Nederlanden. Van keizer Karel V kreeg hij in 1518 een vergunning die de start betekende van de Trans-Atlantische slavenhandel tussen Afrika en de Spaanse kolonies in Amerika.
Hij was baron van Marney en Montenai, graaf van Pont-de-Vaux en burggraaf van Salins.

## Leven
Laurent de Gorrevod was een oudere broer van kardinaal Louis de Gorrevod. Van zijn voorouders erfde Laurent het graafschap Marney en land in Bresse. In 1497 was hij in dienst van hertog Filibert II van Savoye en in 1504 werd hij gouverneur van Bresse. Datzelfde jaar stierf Filibert. Zijn weduwe Margaretha van Oostenrijk keerde in 1507 terug naar de Spaanse Nederlanden en werd er landvoogdes. Ze nam Gorrevod mee als financieel expert. Hij was een vertrouweling die in haar persoonlijke raad zetelde en in 1509 trouwde met een van haar hofdames, Claude de Rivoire. Ze belastte hem met diplomatieke opdrachten, zoals in 1513, toen hij aanwezig was bij de Engelse belegeraars van Terwaan in de aanloop naar de Slag bij Guinegate. Ook later zou hij nog missies vervullen naar koning Hendrik VIII van Engeland. In 1516 werd Gorrevod op het 18e kapittel in Brussel opgenomen in de Orde van het Gulden Vlies. Later dat jaar volgde hij Guy de la Baume op als chevalier d'honneur van Margaretha. In juni 1517 vergezelde hij keizer Karel V als tweede kamerheer naar Spanje.
Op 18 augustus 1518 ontving Gorrevod van de keizer een licentie om 4000 zwarte slaven en slavinnen van Afrika naar Amerika te verschepen. De akte, ondertekend door Francisco de los Cobos in Zaragoza, verleende hem een monopolie, dat hij onmiddellijk te gelde maakte door het te verkopen aan Juan López de Recalde, de schatbewaarder van het Casa de Contratación van Sevilla. Deze verkocht de licentie op zijn beurt door tot ze terecht kwam bij drie Genuese handelaren in Sevilla, die er 25.000 dukaten voor betaalden. Het monopolie zou niet absoluut blijken, maar was wel vergezeld van een belastingvrijstelling die op 21 oktober 1518 werd verleend. 
Zijn hoge positie aan het hof blijkt ook uit zijn aanwezigheid in 1518 bij de kroning van Karel V in Valladolid. In 1520 werd hij burggraaf van Salins en in 1521 werd hij graaf van Pont-de-Vaux. Namens de keizer beslechtte hij een conflict tussen de aartsbisschop en de stad Besançon. In het voorjaar van 1521 was hij op de Rijksdag in Worms, van waaruit hij verslag deed aan Margaretha. Met zijn steun werd Mercurino Arborio di Gattinara benoemd tot kanselier. Hij werd in 1522 grand-maître d'hôtel van Karel V. In 1526 ondertekende hij mee de Vrede van Madrid. Het volgende jaar maakte hij zijn testament op zijn kasteel in Marnay. Hij nam nog deel aan de onderhandelingen die leidden tot de Damesvrede van Kamerijk, wist te zorgen voor de kardinaalscreatie van zijn broer Louis en stierf toen in Barcelona. Voor zijn graf had hij een kapel geregeld in de nieuwe Nicolaas van Tolentijnkerk van Brou. Ook zijn beide echtgenotes, Claude de Rivoire en Philiberte de la Palud, liggen er begraven.

## Voetnoten
1. ↑  André Chagny, Correspondance politique et administrative de Laurent de Gorrevod, conseiller de Marguerite d'Autriche et gouverneur de Bresse, vol. I, 1507-1520, 1913, p. LXIV